# NGC 1540
NGC 1540 é uma galáxia espiral (Sa/P) localizada na direcção da constelação de Eridanus. Possui uma declinação de -28° 28' 58" e uma ascensão recta de 4 horas, 15 minutos e 10,5 segundos.